# Bing (sökmotor)
Microsoft Bing (tidigare Live Sök, Windows Live Sök och MSN Sök) är en söktjänst utvecklad av Microsoft som ersatte Live Sök den 3 juni 2009. Den 16 september 2012 stod Bing för 10,7 % av marknaden, vilket gjorde den till den tredje största sökmotorn i världen efter Google och Yahoo. Två år tidigare, i augusti 2010 var Bings andel av sökmarknaden på 5,5 %. Bings placering var då delad med sökmotorn Baidu som hade lika stor andel.

## Historik

### MSN Sök
MSN Sök (också MSN Search) lade grunden till Microsofts framtida söktjänster. Lanseringen skedde 1998.

### Windows Live Sök
Den första offentliga versionen av Windows Live Sök introduceras den 8 mars 2006, den släpptes den 11 september samma år och ersatte därmed MSN Sök. Den nya sökmotorn använde sökflikar som innehöll internet, nyheter, bilder, musik, skrivbord, lokal och Microsoft Encarta.
Under övergångsperioden från MSN Search till Windows Live Sök, slutade Microsoft att använda Picsearch som sin bilddatabas och började utföra egna bildsökningar baserade på sina interna algoritmer för bildsökning.

### Live Sök
Den 21 mars 2007 deklarerade Microsoft att de skulle separera sin sökfunktionsutveckling från Windows Live, omprofileringen skulle kallas Live Search. Live Search var integrerad i den del av Microsofts plattform och system division som kallades Live Search and Ad Plattform. Som ett resultat av förändringen sattes Live Search samman med Microsoft adCenter.
En rad omorganiseringar och sammanslagningar gjordes under varumärkespositioneringen av Live Search. Den 23 mars 2008 meddelade Microsoft att Live Search Books och Live Search Academic skulle avslutas och istället vara inkluderade i den vanliga sökfunktionen. Som ett resultat av detta avslutades även Live Search Books Publisher Program. Inte långt därefter avslutades även Windows Live Expo. Den 15 maj 2009 avslutades även Live Product Upload, den tjänst som erbjöd köpmän möjligheten att ladda upp produktinformation till Live Search Products. Den sista omorganisationen kom när Live Search QnA döptes om till MSN QnA den 18 februari 2009, och kort därefter, den 21 mars samma år avslutades även den tjänsten.
Microsoft insåg vid det här laget att varumärket alltid skulle ha ett visst motstånd så länge som ordet ”Live” ingick i namnet. Som ett försök att skapa en ny identitet för Microsofts sökfunktioner ersattes Live Search av Bing den 3 juni 2009.

### Yahoo
Den 29 juli 2009 gav Microsoft och Yahoo tillkänna att de hade ingått i ett 10-årskontrakt där Yahoo sök skulle ersättas av Bing. Yahoo skulle få behålla 88 % av intäkterna från all sökrelaterad annonsförsäljning på webbplatserna de första fem åren samt ha rätt att sälja annonser på vissa av Microsofts sidor. Yahoo sök skulle få behålla sitt eget användargränssnitt men så småningom anta ”Power by Bing” branding.

### Marknadsandelar
Innan lanseringen av Bing hade marknadsandelarna för Microsofts sökfunktioner (MSN och Live Search) varit små men stadiga. Men i januari 2011 visade undersökningar att Bings marknadsandel av sökningar gjorda i USA hade ökat till 12,8 % på bekostnad av Yahoo och Google och med fler användare som klickade på de resulterande länkarna. Under samma period visade comScores rapport “2010 U.S. Digital Year in Review” att ”Bing var den stora vinnaren i år-efter-år sökaktivitet” genom att öka sina sökningar med 29 % under 2010 jämfört med 2009. The Wall Street Journal noterar 1 % ökning i andelar ”som verkar komma från rivalen Google Inc”. I februari 2011 slog Bing ut Yahoo i mätningen av marknadsandel för första gången någonsin. Bing hade 4,37 % medan Yahoo hade 3,93 % enligt StatCounter.
I mars 2011 stod Bing för 30 % av alla sökningar i USA vilket var en ökning med 5 % sedan februari. Under samma period tappade Google 3 %. En möjlig anledning till Bings ökade marknadsandel är antalet sålda Windows 7-datorer där Internet Explorer är förinstallerat med ett verktygsfält för Bing såväl som standardhemsida och sökmotor. En annan möjlig anledning är Bings belöningsprogram med vinster från Amazon och andra incitament för att öka antalet användare av sökmotorn Bing.
2017 hade Bing en andel av 4,22 % av sökvolymerna på alla skärmar i Sverige. Sökvolymerna på desktop var samma år 8,58 %. som förklaras med att många datorer för både privat bruk och företag levereras med Bing förinstallerad som sökmotor.

## Chattbot
Den 7 februari 2023 tillkännagav Microsoft att det är möjligt att ställa sig på väntelista för att få tillgång till Bing Chat, som då var en mer aktuell version av OpenAIs chattbot ChatGPT och GPT-3.5 integrerad i Bing.

## Söktjänster
Förutom sin söktjänst för webbsidor kan Bing erbjuda följande specifika tjänster:
| Tjänst           | Beskrivning |
| ---------------- | --- |
| Ordlista         | Bing Ordlista Sökningen översätter engelska ord, Bings ordlista baseras på Microsoft Encarta World English Dictionary. Förutom översättning erbjuder Bings ordlista även möjligheten att höra orden och frasernas uttal. |
| Underhållning    | Bing Underhållning Söker efter detaljerad information och recensioner av musik, filmer, tv-program och tv-spel. Bing underhållning samarbetar med Microsoft spel och erbjuder därför tillgång till olika spel online på Bing Online Spel. |
| Events           | Bing Events Söker efter kommande events och visar datum, tid, kort beskrivning såväl som hur man kan köpa biljetter. Användare kan också söka efter olika event inom olika kategorier. |
| Ekonomi          | Bing Ekonomi Söker efter listade aktier och visar relevant information, företagsprofil och statistik, aktiekurs, analytikerkommentarer, såväl som relaterade nyheter till aktien eller företaget. Bing ekonomi tillåter även användare att få tillgång till historiska händelser för aktien samt jämför aktien mot stora händelser. Sortering är möjligt utefter värde, relevans, högsta-ropet och "klipp-strategier". |
| Hälsa            | Bing Hälsa förädlar sökningar om hälsa genom att använda ett medicinskt koncept som ger information och tillåter användaren att navigera kring komplexa medicinska ämnen, innehållande artiklar skrivna av experter. Tjänsten är baserad på "The Medstory acquisition". |
| Bilder           | Bing Bilder söker och ger ett relevant resultat utefter sökning och intresse. Den oändliga skrollningsfunktionen gör det möjligt att snabbt få en överblick över ett enormt antal bilder. Det avancerade filtret tillåter förfinad sökning inom bildstorlek, färg, svart-vit, foto, illustration, ansiktsigenkänning,                                                                                                  |
| Lokal            | Bing Lokal söker lokala, detaljerade listor på företag och affärer innehållande recensioner. |
| Kartor           | Bing Kartor söker efter företag, adresser, landmärken och gatunamn över hela världen. Möjlighet finns att välja en traditionell karta, satellitbild eller en kombination av båda. Tillgänglig är också 3D-kartor som inkluderar en virtuell 3D-navigering med en två-skals terräng och byggnader i 3D. För företag finns Bing kartor tillgängliga som "Bing kartor för företag".                                       |
| Nyheter          | Bing Nyheter är en nyhetsläsare som ger aktuella, relevanta nyheter inom en vid sökgrad av onlinenyheter och informationstjänster. |
| Recept           | Bing Recept tillåter användaren att söka efter olika recept. Här kan användaren även filtrera sin sökning genom att ställa in recension, typ av mat, svårighetsgrad, tillfälle, ingrediens och matlagningsmetod. |
| Referens         | Bing Referens genom att skriva in sökfrågor ur texter och fås liknande frågor upp i existerande texter online. |
| Sociala medier   | Bing Sociala medier låter användaren få kontinuerliga uppdateringar från Twitter och Facebook. Sökningar inom Bing Sociala medier ger också "bästa träffar" och "sociala bildtexter" som dyker upp utefter prioritering, relevans och kontext. Endast uppgifter från de senaste 7 dagarna syns på resultatsidan för Bing Sociala medier                                                                                |
| Shopping         | Bing Shopping ger ett sökresultat av tillgängliga online-shoppar. Gäller både för tjänster och produkter. Söktjänsten inkluderas i "Bing cashback" där rabatter och återbäring erbjuds om särskilda produkter är köpta via Bing. |
| Översättning     | Bing översättning översätter ord, fraser och hela texter till andra språk |
| Resor            | Bing Resor söker efter flygresor och hotell online samt uppskattar när bästa tid är att köpa dem. |
| Universitet      | Bing Universitet visar detaljerad information om Amerikanska universitet samt delger information såsom; terminsavgifter, finansiellt stöd, studentorganisationer, och andra kostnader. |
| Video            | Bing Video söker efter tillgängliga videor online, funktionen med förhandstitt gör att användaren kan se en kort bit av videon för att avgöra om den är relevant. Bing Video ger även tillgång till redigeringsverktyg via MSN video |
| Virtuell Sökning | Bing Virtuell Sökning förfinar sökningar genom att strukturera resultatlistan, samarbetar med silverlight. |
| VÄDER            | Bing Väder ger ut såväl lokala som globala väderprognoser. Dessa finns både som dagsaktuella och som 10-dagarsprognoser. Väderinformationen ges av Intellicast och Foreca. |
| Wolfram Alpha    | Bing Wolfram Alpha är till för sökningar inom olika typer av facktermer. Bing Wolfram Alpha ger även svar på såväl matematiska som algebraiska problem. |
| xRank            | Bing xRank gör sökningar av kändisar, musiker, politiker och bloggare. Tillgängligt är korta biografier om dessa samt hur populära de är. |

## Webbplats
| Namn            | Webbplats                           |
| --------------- | ----------------------------------- |
| Bing Webb       | http://www.bing.com/                |
| Bing Bilder     | http://www.bing.com/images          |
| Bing Shopping   | http://www.bing.com/shopping        |
| Bing Nyheter    | http://www.bing.com/news            |
| Bing Maps       | http://www.bing.com/maps            |
| Bing Translator | http://www.microsofttranslator.com/ |
| Bing Travel     | http://www.bing.com/travel          |
| Bing Video      | http://www.bing.com/videos          |
| Bing Community  | http://www.bing.com/community/      |
| Bing Mobile     | http://www.bing.com/mobile          |

### Tjänster för webbansvarig
Webbansvarig kan hantera sin webbsökning via Bing Webmaster Center. Det finns utöver detta två metoder att lämna sitt resultat till Bing:
- Bing Local Listing Center företag kan lägga till uppgifter till Bing Maps och Bing Lokal.
- Soapbox på MSN Video här kan videor laddas upp för att ge träffar på sökningar vis Bing video

### Mobiltjänster
Bing Mobil: här kan frågor om mobiltelefoner och dess teknik ställas, antingen via telefon eller en mobilapplikation. I USA har Microsoft även skapat ett avgiftsfritt nummer för assistans som kallas Bing 411.

### Andra Tjänster
BingTweets kan kombinera Twitter med sökresultat från Bing och på så sätt leverera högaktuella resultat. Tjänsten initierades den 14 juli 2009 i ett partnerskap mellan Microsoft, Twitter och Federated Media.
Bing Rewards ger användare poäng för sökningar på Bing, poängen kan bytas ut mot produkter såsom elektronik, multimedia och presentcheckar.

## Verktyg
När Bing lanserades, lanserades även MSN verktyg 4.0, den nya versionen innehöll inslag från Bing vilket skulle medföra att användare fick enklare tillgång till Bings funktioner såsom exempelvis Bing cash-back. (Se "Bing Rewards"). De båda existerande verktygen, Windows Live verktyg och MSN verktyg blev en del av Bing med syfte att låta användare få tillgång till Bings sökresultat.

## Prylar
Bings sökmotor finns tillgänglig som ett sidofält till Windows, denna skapades för att låta användare av Windows smidigt kunna såväl söka utan att vara inne på Bings hemsida. En annan av Bings prylar är den som är kopplad till Bing kartor. Genom kontinuerlig uppdatering kan denna ge vägbeskrivning, samt varna för trafikkaos.
Före den 30 oktober 2007 fanns båda dessa funktioner tillgängliga på Windows Live Gallery men flyttades därifrån på grund av säkerhetsskäl. I januari 2008 gjordes “Bing kartor” återigen tillgänglig via download då säkerheten ansågs återställd. Trots det togs gadgeten återigen bort från Windows Live Gallery i samband med Bings lansering i juni 2009.

## Acceleratorer
Acceleratorer möjliggör tillgång till Bings funktioner direkt från utvalda texter på hemsidor. Acceleratorer som tillhandahålls av Bing:
- Bing Översättning
- Bing Kartor
- Bing Shopping

### Web Slices
Web Slices kan användas för att övervaka samlad information.
Web slices som tillhandahålls av Bing:
- Väderprognoser distribuerade via Bing
- Ekonomi distribuerad av Bing
- Trafikinformation distribuerad av Bing

### Insticksfiler
Vid sökning i sökfältet på webbläsaren Firefox kan insticksfiler distribuerade av Bing ge ett sökförslag på populära eller redan gjorda sökningar.

## Marknadsföring och annonsering
När Bing lanserades gjorde webbplatsen det med hjälp av en annonseringskampanj, till ett värde av 80 -100 miljoner dollar, I TV, tidningar, radio och på webben. Genom att fokusera på Bings fördelar gentemot sina konkurrenter, Google och Yahoo (konkurrenternas namn nämndes), syftade annonserna till att råda användare av webbaserade söktjänster att byta till Bing. The ads claim that Bing does a better job countering "search overload".
I ett försök att behålla lojala kunder lanserade Microsoft i september 2010 tilläggstjänsten ”Bing awards”. Bing awards syftade till ge sina användare poäng för regelbundet användande av Bing.. Poängen kunde senare bytas in mot olika produkter, såsom elektronik, presentkort och välgörenhetsdonationer. Inledningsvis var användare tvungna att ladda ner Bings verktygsfält för internet explorer för att kunna samla poäng, detta är nu ändrat och tjänsten finns tillgänglig för alla stora webbläsare.

### "The Colbert Report"
Under det avsnitt av “The Colbert Report” som sändes den 8 juni 2010, klargjorde Stephen Colbert att Microsoft skulle donera 2500 amerikanska dollar till oljekatastrofen i Mexikanska golfen varje gång han nämnde ordet “Bing” i TV. Colbert nämnde Bing ett flertal gånger, de flesta utan kontext men hann ändå med att nämna sökmotorn 40 gånger vilket resulterade i en donation på 100 000 amerikanska dollar.

### Search deals
Microsoft betalade Verizon Wireless 550 miljoner dollar för att de skulle använda Bing som sökmotor i den nya Blackberryn. I avtalet ingick att Verizon stängde av alla andra sökmotorer som skulle kunna konkurrera med Bing. Användare kan dock fortfarande komma åt andra sökmotorer via sin webbläsare i telefonen.
Ett liknande avtal finns med Hewlett Packard att Bing ska vara den installerade sökmotorn i alla nya PC under de närmaste tre åren.

## Filtrering för vuxna
Verktyget för sökning av videor, “Bing video=, har ett redskap för förhandstitt som potentiellt skulle kunna användas för att se en kortare del av pornografiska videor. För att undvika det kan inställning ”säker sökning” ställas in. 
Eftersom videorna är spelade via Bing istället för deras aktuella webbplats finns det en möjlighet att ett “föräldrar filter” inte upptäcker uppspelningen. Program som är designade att visa föräldrar vad deras barn har besökt för sidor kan därför rapportera, ”Bing.com”. På samma sätt kan företagsfilter ha svårt att känna av vilka webbplatser anställda har besökt och även där rapportera, ”Bing.com”. 
Den 4 juni 2009 svarade Microsoft på problemet i blogg och redogjorde för en kortsiktig lösning till problemet. Genom att lägga till “&adlt=strict” på slutet av en fråga spelar det ingen roll vilken inställning som är gjord, istället kommer sökresultatet visas med inställningen ”säker sökning”.
Den 12 juni 2009 gick Microsoft ut med informationen att Förhandsvisningsfunktionen på Bing video hade fått en ändring. Alla potentiellt explicit innehåll kom nu från en separat domän, explicit.bing.net. Dessutom kommer Bing returnera källans URL i frågor om sökningar gjorda på bilder och videor. Förändringen medförde att såväl föräldrafilter som företagsfilter att filtrera sökningar via domän oavsett vilken säkerhetsinställning som gjorts.

### Regionala sökspärrar
Pornografiska söktermer är spärrade i vissa regioner som Indien, Kina, Tyskland och Arabländerna. Som exempel kan en sökning på ordet “sex” inte göras, filtret är baserat på de lokala lagarna i dessa länder. Trots det kan användaren genom att ändra sin position virtuellt, till exempelvis USA eller England, kringgå censuren.